# Elecciones estatales de Renania del Norte-Westfalia de 1985
Las elecciones al Parlamento Regional de Renania del Norte-Westfalia de 1985 se celebraron el 12 de mayo de 1985.
En esta elección estatal, el SPD se presentó con el ministro-presidente Johannes Rau a la reelección. La CDU postuló con Bernhard Worms, como oponente de Johannes Rau. El SPD ganó su mayor éxito hasta la fecha en el estado, obteniendo mayoría absoluta, con el 52,1 por ciento de los votos emitidos.
Por el contrario, la CDU se desplomó al 36,5 por ciento de los votos y se mantuvo durante otros cinco años en la oposición.
El FDP regresó con el 6,0 por ciento al parlamento, después de haber obtenido el 4,98% en 1980. Los Verdes volvieron a fallar, no alcanzando el 5% de los votos.
Tras las elecciones, Johannes Rau formó el Gabinete Rau III. Algunos ministerios se mantuvieron sin cambios (por ejemplo, Finanzas= Dieter Posser, interior= Herbert Schnoor, economía= Reimut Jochimsen). Por primera vez había además un Ministerio del Medio Ambiente ("Ministerio de Medio Ambiente, Planificación y Agricultura"; Ministro: Klaus Matthiesen).

## Resultados[1]
- Elecciones del 12 de mayo de 1985
- Inscritos:	12.705.763
- Votantes:	9.560.681
- Participación:	75.25%
- Votos válidos:	9.479.440

| Partido | Partido        | Votos   | %     | Candidatos | Mand. directos | Escaños |
| ------- | -------------- | ------- | ----- | ---------- | -------------- | ------- |
|         | SPD            | 4942346 | 52,14 | 151        | 125            | 125     |
|         | CDU            | 3463656 | 36,54 | 151        | 26             | 88      |
|         | FDP            | 565413  | 5,96  | 151        |                | 14      |
|         | GRÜNE          | 431371  | 4,55  | 151        |                |         |
|         | Frieden        | 61818   | 0,65  | 151        |                |         |
|         | EAP            | 3701    | 0,04  | 65         |                |         |
|         | Zentrum        | 3366    | 0,04  | 15         |                |         |
|         | MLPD           | 3338    | 0,04  | 67         |                |         |
|         | FAP            | 929     | 0,01  | 12         |                |         |
|         | Mündige Bürger | 925     | 0,01  | 7          |                |         |
|         | KPD            | 434     | 0,00  | 8          |                |         |
|         | ASD            | 400     | 0,00  | 3          |                |         |
|         | Familie        | 375     | 0,00  | 2          |                |         |
|         | EFP            | 284     | 0,00  | 4          |                |         |
|         | HP             | 280     | 0,00  | 5          |                |         |
|         | LD             | 199     | 0,00  | 2          |                |         |
|         | BSA            | 51      | 0,00  | 3          |                |         |
|         | Independientes | 554     | 0,01  | 4          |                |         |
| Total   | Total          | 9479440 |       | 952        | 151            | 227     |